# Gordan Bosanac
Gordan Bosanac (ur. 18 września 1973 w Zagrzebiu) – chorwacki polityk, deputowany krajowy, poseł do Parlamentu Europejskiego X kadencji.

## Życiorys
W 1998 ukończył fizykę na Uniwersytecie w Zagrzebiu, w 2004 uzyskał magisterium z praw człowieka na University College London. Działacz organizacji pozarządowych zajmujących się prawami człowieka. Pracował w reprezentującej środowisko LGBT i współtworzonej przez siebie organizacji Domino. Był też m.in. dyrektorem programowym i głównym analitykiem w instytucie „Centar za mirovne studije”.
Był członkiem zgromadzenia miejskiego w Zagrzebiu (z ramienia lewicowej formacji Zagreb je NAŠ!). W 2024 z listy ugrupowania Možemo! został wybrany na deputowanego do Zgromadzenia Chorwackiego. W tym samym roku uzyskał następnie mandat posła do Parlamentu Europejskiego X kadencji (gdy Ivana Kekin zrezygnowała z jego objęcia).

## Życie prywatne
Jest jawnym gejem.